# Bleeping Computer
Bleeping Computer est un site Web anglophone couvrant l'actualité technologique et un forum d'aide informatique créé par Lawrence Abrams en 2004. Il publie des actualités fortement axées sur la cybersécurité, mais couvre également d'autres sujets, tels que les logiciels informatiques, le matériel informatique, les système d'exploitation et la technologie en général.
En 2018, Bleeping Computer devient partenaire associé du projet Europol NoMoreRansom pour les informations sur les rançongiciels et les outils de décryptage fournis par le site.

## Histoire
BleepingComputer est fondé en 2004, après qu'Abrams n'a pas trouvé de sites de support technique existants offrant des instructions faciles à comprendre pour ses amis et sa famille.
Le nom de domaine « bleepingcomputer.com » est un mot valise entre les sons émis par un ordinateur en panne et le mot « Fucking » que pourrait utiliser un utilisateur Anglo-Saxon pour maudire son ordinateur lorsqu'il ne fonctionne pas.
Depuis l'attaque du rançongiciel CryptoLocker en septembre 2013 et un DDoS ultérieur du site en raison de ses rapports sur le nouveau logiciel malveillant, Bleeping Computer signale les nouvelles familles de rançongiciels au fur et à mesure de leur sortie.

## Contenu
Les articles publiés sur Bleeping Computer sont classés en différentes catégories : articles de presse, tutoriels et guides de suppression de virus. Son contenu comprend des bases de données consultables pour rechercher des programmes de démarrage Windows et des entrées de désinstallation, ainsi qu'un forum Internet gratuit pour recevoir de l'aide informatique.
Le site couvre les nouvelles publiées par les chercheurs et les entreprises, mais effectue également des rapports d'enquête internes et des analyses de ransomwares et de logiciels malveillants.
Des décrypteurs gratuits pour déverrouiller les fichiers cryptés par diverses familles de rançongiciels sont publiés sur le forum ou dans la section des actualités du site par des chercheurs tiers.
Les agences gouvernementales ont intégrés des articles et des analyses de cybersécurité de Bleeping Computer dans de nombreuses notes,.  
Les reportages de Bleeping Computer sont cités par les principaux médias qui couvrent l'actualité de la technologie et de la sécurité informatique.
Le site propose un programme de formation à la suppression des logiciels malveillants via son forum qui enseigne aux bénévoles comment supprimer les infections Windows à l'aide de divers outils, notamment Combofix, HijackThis, DDS, OTL, GMER, Malwarebytes' Anti-Malware and Rkill, développé par Abrams.
En octobre 2020, il y avait plus de 840 000 membres inscrits sur le site.[réf. nécessaire]

## Problèmes juridiques
Début février 2016, Enigma Software, les développeurs de la suite anti-malware SpyHunter, ont déposé une plainte contre Bleeping Computer en réponse à une critique négative de SpyHunter, alléguant une campagne visant à nuire à la réputation de leur entreprise et de leur produit. Bleeping Computer a demandé une aide financière à ses lecteurs pour aider à payer les frais juridiques découlant du procès. Début août 2016, Bleeping Computer dépose sa propre action en justice contre Enigma Software pour une prétendue campagne de diffamation de longue durée contre Bleeping Computer. Le procès contre BleepingComputer s'est terminé par un règlement, BleepingComputer supprimant les messages de Quietman7 sur le produit Enigma Software.